# Just Ear-rings
Just Ear-rings is het debuutmuziekalbum van The Golden Earrings uit 1965.
In september 1965 kwam de eerste single Please Go op 25 nieuw binnen in de Top 40. Nog voor de jaarwisseling lag er een hele elpee in de winkel. Just Ear-rings is de eenvoudige titel voor een album met frisse beatmuziek. De band stond duidelijk onder invloed van The Beatles, The Rolling Stones, en The Kinks waarmee ze in 1965 een optreden verzorgden. En in het mid-tempo van I Am a Fool klinken The Fortunes door. Just Ear-rings was de eerste plaat in een reeks die uit meer dan dertig zou bestaan.

## Nummers
1. Nobody But You (2:18)
2. I Hate Saying These Words (2:17)
3. She May Be (1:47)
4. Holy Witness (2:47)
5. No Need to Worry (2:04)
6. Please Go (2:56)
7. Sticks and Stones (1:41)
8. I Am a Fool (2:06)
9. Don't Stay Away (2:10)
10. Lonely Everyday (1:42)
11. When People Talk (2:47)
12. Now I Have (1:38)

## Bezetting
- George Kooymans - gitaar, zang
- Rinus Gerritsen - basgitaar, keyboard
- Jaap Eggermont - drums
- Frans Krassenburg - zang
- Peter de Ronde - gitaar

Productie: Fred Haayen.
Discografie